# Cephalophyllum
Cephalophyllum es un género con 94 especies de plantas suculentas perteneciente a la familia Aizoaceae.

## Taxonomía
Cephalophyllum fue descrito por (Haw.) N.E.Br., y publicado en Gard. Chron., ser. 3. 78: 433 (1925), in clave. La especie tipo es: Cephalophyllum tricolorum (Haw.) N.E.Br. [(in Phillips, Gen. S. African Fl. Pl.: 247 (1926)]  (Mesembryanthemum tricolorum  Haw.)
Etimología
Cephalophyllum: nombre genérico que deriva de las palabras griegas: cephalotes = "cabeza" y phyllo = "hoja".

## Especies
- Lista de especies de Cephalophyllum